# Lerista yuna
Lerista yuna är en ödleart som beskrevs av  Storr 1991. Lerista yuna ingår i släktet Lerista och familjen skinkar. Inga underarter finns listade i Catalogue of Life.